# (56171) 1999 FR6
1999 أف أر 6 (ويعرف أيضًا باسم (56171) 1999 أف أر 6 وفق تسمية الكوكب الصغير) (بالإنجليزية: 1999 FR6)‏ هو كويكب ضمن حزام الكويكبات؛ وترتيبه 56171 من حيث الاكتشاف.
اكتُشف هذا الجُرم الفلكي بواسطة OCA–DLR Asteroid Survey ‏ في 19 مارس 1999.

## وصلات خارجية
- (56171) 1999 FR6 في قاعدة بيانات مختبر الدفع النفاث لأجرام النظام الشمسي الصغيرة

- الاكتشاف · مخطط المدار ·  العناصر المدارية · المعلمات المادية

- (56171) 1999 FR6 على موقع ويكي سكاي: DSS2, SDSS, GALEX, IRAS, Hydrogen α, X-Ray, Astrophoto, Sky Map, Articles and images